# Spaniel de Pont-Audemer
A spaniel de Pont-Audemer[Nota] (em francês:  epagneul de Pont-Audemer) é uma raça parente do barbet, reavivada após a Segunda Guerra Mundial, através do uso de spaniels irlandeses. Considerado um canino de temperamento gentil e dócil, tem o adestramento classificado como fácil. Fisicamente, sua pelagem ondulada não é tão oleosa, o que diminui o odor, e é resistente ao frio. Raro, é visto como bom cão de trabalho devido à sua energia.